# Karol Froehlich
Karol Froehlich (ur. 30 października 1875, zm. 30 października 1924 w Łomży) – polski filolog-orientalista, pułkownik Sztabu Generalnego Wojska Polskiego, działacz ewangelicki i niepodległościowy.

## Życiorys
Do 1917 pełnił zawodową służbę wojskową w Armii Imperium Rosyjskiego, awansując w niej do stopnia podpułkownika ze starszeństwem z 5 października 1916. Następnie pełnił służbę w polskich formacjach wojskowych w Rosji. 
Z dniem 3 listopada 1918 przyjęty został do Wojska Polskiego w stopniu podpułkownika i przydzielony do Departamentu I Organizacyjno-Mobilizacyjnego Ministerstwa Spraw Wojskowych w Warszawie. 1 czerwca 1919 roku został mianowany na stanowisko szefa Sekcji Regulaminów i Wyszkolenia Departamentu I Organizacyjno-Mobilizacyjnego. Pod koniec tego roku objął stanowisko szefa Sekcji Wyszkolenia w tym samym departamencie. W sierpniu 1920 mianowany został kierownikiem Sekcji III Poboru i Uzupełnień w Oddziale I Organizacyjno-Mobilizacyjnym Sztabu M.S.Wojsk. 3 maja 1922 zweryfikowany został w stopniu pułkownika ze starszeństwem z 1 czerwca 1919 i 73. lokatą w korpusie oficerów piechoty. W sierpniu 1921, w związku z przejściem Ministerstwa Spraw Wojskowych na organizację pokojową, mianowany został szefem Wydziału Poborowego w Departamencie X Spraw Poborowych. W październiku tego roku Minister Spraw Wojskowych mianował go członkiem Państwowej Rady Emigracyjnej, organu doradczego Urzędu Emigracyjnego. W sierpniu 1923 wyznaczony został na stanowisko szefa Wydziału Poborowego w Departamencie I Piechoty MSWojsk. Pozostawał jednocześnie oficerem nadetatowym 69 Pułku Piechoty w Gnieźnie.  
Współredagował „Kalendarz dla Mazurów" i „Gazetę Mazurską". Został osadnikiem wojskowym w powiecie horochowskim. 
Zmarł 30 października 1924 w Łomży. Został pochowany we wtorek 4 listopada 1924 w grobie rodzinnym na cmentarzu ewangelicko-augsburskim w Warszawie (aleja 58, miejsce 48).

## Ordery i odznaczenia
- Krzyż Oficerski Orderu Odrodzenia Polski – 2 maja 1923 „w uznaniu zasług, położonych dla Rzeczypospolitej Polskiej na polu administracji wojskowej"[11][12][13]
- Kawaler Orderu Legii Honorowej – Francja, zezwolenie 12 stycznia 1923[3][14]
- Oficer Orderu Świętego Skarbu – Japonia, zezwolenie 12 stycznia 1923[3][14]